# Pseudophyllophila likiangia
Pseudophyllophila likiangia är en fjärilsart som beskrevs av Emilio Berio 1976-1977 [1977. Pseudophyllophila likiangia ingår i släktet Pseudophyllophila och familjen nattflyn. Inga underarter finns listade.